# Gare de Simiane
Gare de Simiane vasútállomás Franciaországban, Simiane-Collongue településen.

## Vasútvonalak
Az állomást az alábbi vasútvonalak érintik:
- Lyon-Perrache-Grenoble-Marseille-vasútvonal

## Kapcsolódó állomások
A vasútállomáshoz az alábbi állomások vannak a legközelebb:
- Gare de Gardanne
- Gare de Septèmes